# Schizoculina fissipara
Schizoculina fissipara är en korallart som först beskrevs av Milne Edwards och Jules Haime 1850.  Schizoculina fissipara ingår i släktet Schizoculina och familjen Oculinidae. IUCN kategoriserar arten globalt som otillräckligt studerad. Inga underarter finns listade i Catalogue of Life.